# Groupement III/6 de Gendarmerie mobile

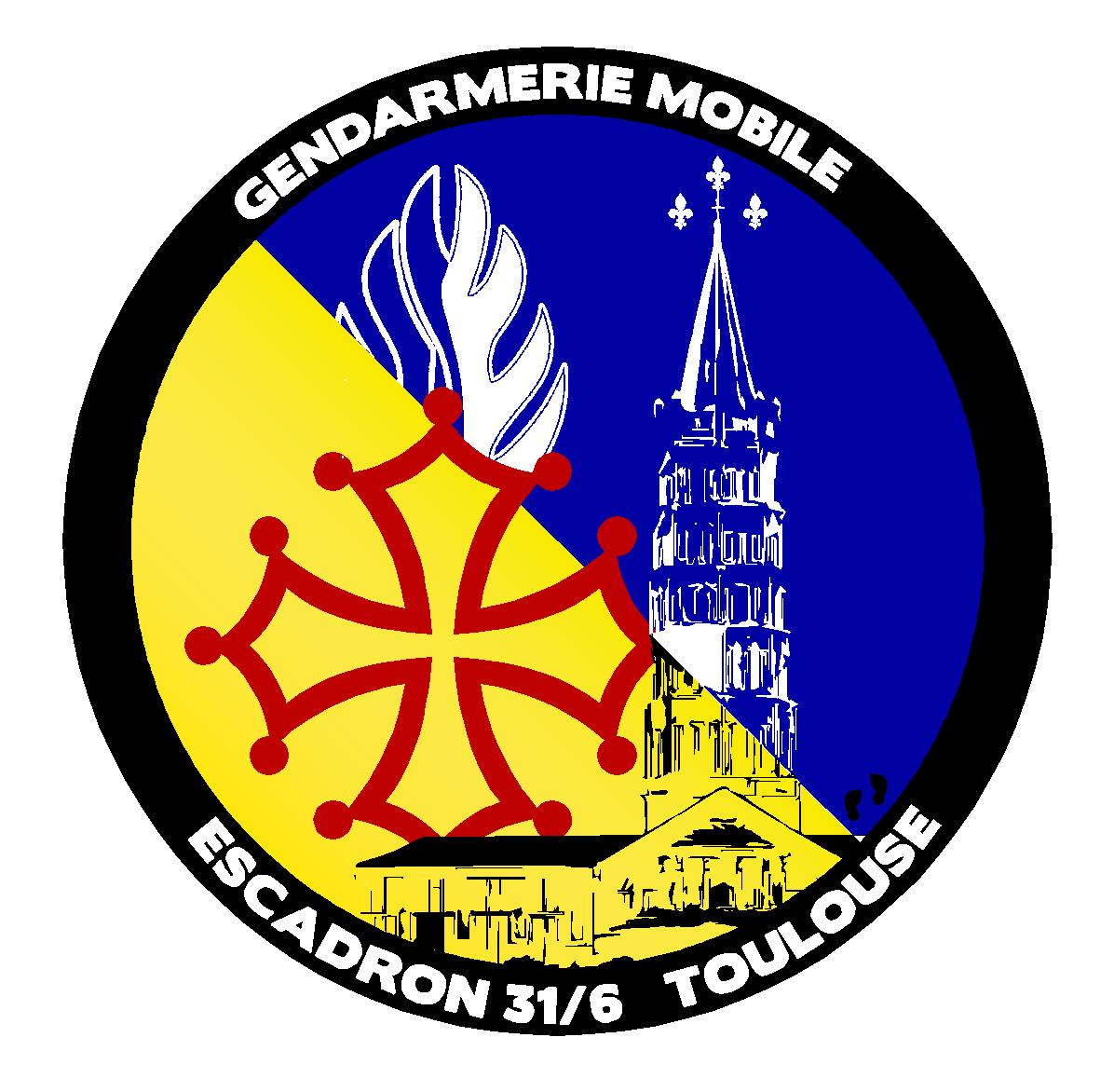

Le groupement  III/6 de Gendarmerie mobile (GGM III/6) fait partie de la Région de Gendarmerie de Marseille. Son état-major est implanté à Toulouse (Haute-Garonne).
Le GGM III/6 comprend 5 escadrons de marche situés en Occitanie, dont 3 escadrons de montagne.
Avant la réorganisation des régions françaises de 2016, le groupement faisait partie de la région de Bordeaux et portait la désignation de GGM III/2.

Historique du Groupement Mobile
L’état-major du Groupement de Gendarmerie Mobile (GGM) est créé le 15 novembre 1940 sous appellation « 1er groupe » à Toulouse, dans le secteur de Boulingrin, ayant pour appellation ‘’garde républicaine mobile’’. À cette époque, un groupe est composé de 4 à 5 compagnies à effectif de 120 officiers et sous-officiers à pied et à cheval. Elle dépend alors de la 12e légion.
En 1963, les forces mobiles déménagent à la caserne Courrège, avenue Jean Rieux à Toulouse. La caserne est inaugurée en 1964.

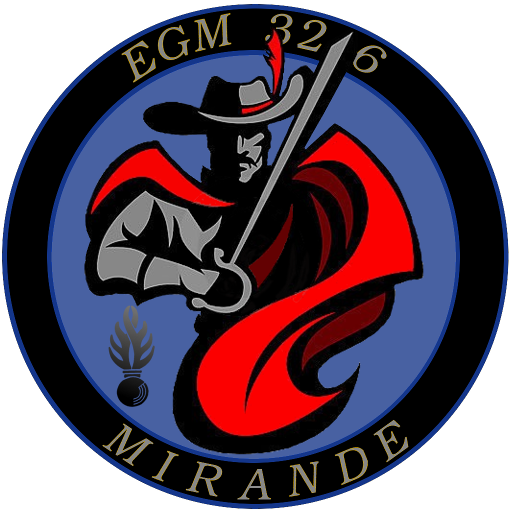

Le 1er janvier 1967, la 5e légion de gendarmerie mobile prend l’appellation de 10e légion de gendarmerie mobile et le 1er août 1967 est créé à Toulouse le 14e groupement de gendarmerie mobile, par transformation du 1er groupe d’escadrons. Il comprend alors 4 unités (2 à Toulouse, 1 Mirande et 1 à Pamiers).
Le 1er septembre 1991, le 14e groupement de gendarmerie mobile change à nouveau d’appellation et devient groupement III/2 de gendarmerie mobile et passe sous les ordres de la 2e légion de gendarmerie mobile créée à Bordeaux.  Il comprend alors 5 unités, soit deux à Toulouse, une à Pamiers, une à Saint-Gaudens et une à Tarbes.
En 2016, à la suite de la réorganisation des régions françaises, l’unité change une nouvelle fois de nom pour devenir le GGM III/6 et passe sous le commandement de la Zone de défense sud Région de Gendarmerie de Provence Alpes Côte d'Azur à Marseille. Il comprend alors 6 unités (le 31/6 Toulouse, 32/6 Mirande, 33/6 Pamiers, 34/6 Saint-Gaudens, 35/6 Tarbes et le PI2G), soit  589 officiers, sous-officiers, CSTAGN, GAV et personnels civils.
Le PI2G Crée en septembre 2004, prend appellation de ‘’AGIGN’’ en 2021. À la suite d'une réorganisation, cette unité bascule sous le commandement du GIGN au 01 aout 2021.
Depuis, le GGM III/6 commande 5 escadrons situés en Occitanie, dont 3 sont «spécialisés montagne». Cela représente 609 militaires dont 14 à l’état-major.
Le groupement de gendarmerie mobile de Toulouse a eu donc plusieurs appellations successives, 1/5 , puis 1/10, 1/10, III/2 et actuellement III/6. Initialement implanté à Toulouse au sein de la caserne Courrège, l’État-Major s’est installé à Toulouse en 2014, au sein de la caserne Saint Michel. Ses couleurs sont le jaune et le bleu.

## Implantation des unités
- Ariège (09)

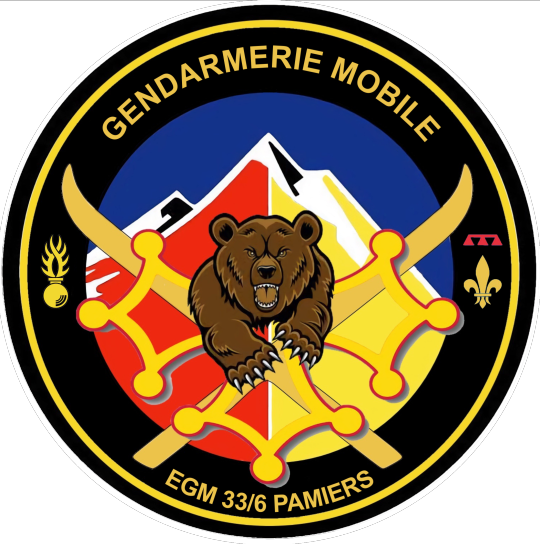

  - EGM 33/6 à Pamiers (montagne) (était précédemment l'EGM 33/2)
  - L’escadron de PAMIERS est créé à Marseille le 01 février 1948. Ses personnels proviennent de la  9° Légion de Garde Républicaine, ainsi que de ceux de la Garde la région parisienne. ll prend l’appellation de  4/5.                   Le 20 septembre 1954, les Légions de Garde Républicaines prennent l’appellation de GENDARMERIE MOBILE.  Le 1er janvier 1967 l’escadron 4/5 devient 4/10 à la suite de la réorganisation administrative du pays. Le 31 juillet de cette même année, les Légions de Gendarmerie Mobiles sont dissoutes.  Le 1er août toujours de 1967, le 4/10 devient le célèbre  4/14 et est rattaché à la Circonscription Régionale  de Gendarmerie de Midi-Pyrénées. Le 1er septembre 1979 l’escadron est dispersé.    La caserne est devenue vétuste, celle qui a vu se succéder les indochinois, les malgaches et les élèves de l’école de gendarmerie  est rasée (seuls subsistent à ce jour, un pilier et un morceau de l ‘ancien mur d’enceinte).  Le 15 juin 1982 l’Escadron est reconstitué. Une grande partie de son personnel à déjà servi dans l’ancien cantonnement.  Le 1er septembre 1991, nouvelle organisation, le 4/14 devient le 33/2 et aujourd’hui le 33/6.  
Les couleurs de l’escadron sont le jaune et le blanc.  
L’escadron fut commandé par :
  - - Capitaine LACROIX – de 1948 à 1949
  - - Capitaine BUISSON  - de 1949 à 1955
  - - Capitaine CASTAING – de 1955 à 1956
  - - Capitaine MAUREL – de 1956 à 1959
  - - Capitaine BASSET – de 1959 à 1963
  - - Capitaine MERCADIER – de 1963 à 1968
  - - Lieutenant BONNEMAYRE – de 1968 à 1968
  - - Capitaine CUISIN-GOGAT – de 1968 à 1972
  - - Capitaine GALINIE – de 1972 à 1975
  - - Capitaine SANCHEZ – de 1975 à 1978
  - - Capitaine CABRIERES – de 1978 à 1979
  - - Lieutenant DENJEAN - de 1979 à 1982
  - - Capitaine ROUSSILLON-P – de 1982 à 1984
  - - Capitaine LAGARDE – de 1984 à 1987
  - - Capitaine VILA – de 1987 à 1990

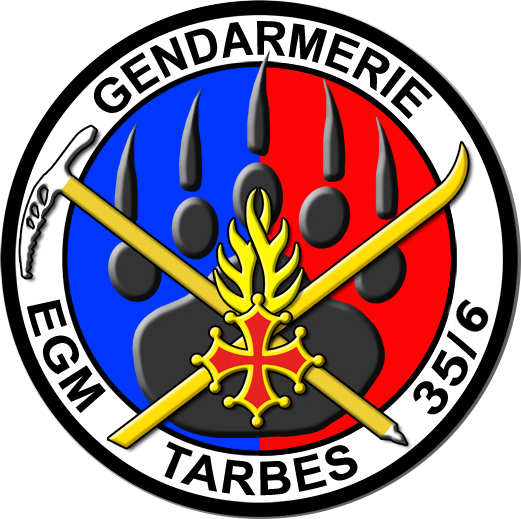

  - - Capitaine THIOUX – de 1990 à 1994
  - - Capitaine EMERAUX – de 1994 à 1995
  - - Capitaine FRANCOIS – de 1995 à 1998
  - - Capitaine BLOCH – de 1998 à 2001
  - - Capitaine ALARY – de 2001 à 2004
  - - Capitaine BONHOMME – de 2004 à 2007
  - - Capitaine PERON – de 2007 à 2011
  - - Capitaine DE VIVIES – de 2011 à 2015
  - - Capitaine FREYSSINGES – de 2015 à 2019
  - - Capitaine MICHEL – de 2019 à 2021
  - - Capitaine BENOIT - de 2021 à ...
  - 
DÉPLACEMENTS IMPORTANTS
  - - Tunisie : 01/05/1953 au 30/11/1953
  - - Algérie : 17/05/1955 au 25/12/1955
  - - Tulle (19) : Garde des généraux enfermés, ayant fait le putsch en Algérie
  - - Algérie : 14/08/1961 au 15/01/1962
  - - Mai 1968 : 06/05/1968 au 05/06/1968 = Témoignage satisfaction général CHENU
  - - Djibouti : 01/08/1969 au 31/12/1969 = durant le processus d'indépendance
  - - Liban : 24/11/1987 au 03/03/1988: temps de Guerre
  - - Côte d'Ivoire : 19/01/2006 au 06/05/2006 = Lettre de Félicitation pour l'EGM
  - 
MORTS EN SERVICE POUR LA FRANCE
  - - le gendarme MOLENAT (décédé le 07/05/1955 à Kenchala en Algérie). il reçoit la Médaille de la gendarmerie avec Grenade de Bronze. Le 06/08/1955 le président René COTY lui décerne la Médaille Militaire. En mars 1957 il est cité à l'Ordre de l'Armée avec attribution de la Croix de la Valeur Militaire avec Palme. Toujours en 1957 il obtient la mention "Mort pour la France" et son nom est inscrit au livre d'Or de la Gendarmerie. Enfin le 11/01/1958 il reçoit sa 7e médaille, la Commémorative d'Afrique du Nord avec agrafe "Tunisie" et "Algérie"
  - - l’adjudant BOREANI (décédé le 04/12/1994) lors d’une séance de sport.
  - 
BLESSÉ EN SERVICE POUR LA FRANCE
  - - le gendarme PRAT grièvement blessé par une mine anti-personnelle lors du déplacement au Liban.

- Haute-Garonne (31)
  - EGM 31/6 à Toulouse (était précédemment l'EGM 31/2)[1]
  - L’escadron 31/2 de gendarmerie mobile est créé en  ALGÉRIE le 1ermars 1957 à MASCARA, sous l’appellation d’escadron 10/10 de gendarmerie mobile dans le contexte des conflits d’indépendance d’Afrique du Nord. À cette époque, la gendarmerie mobile compte, dans les départements d’Algérie, six groupes, dix-huit escadrons d’active et trois escadrons de gendarmes auxiliaires. En outre, trente-sept escadrons de métropole font des rotations de six mois (cf lettres du premier commandant d’escadron, Colonel (CR)  Jean GUITTARD et du Lieutenant-Colonel (CR)  Robert RIBAUD).  Le 1er octobre 1957, l’escadron 10/10 devient escadron 6/10 bis, lors de la création de la 10e légion bis de gendarmerie mobile à ORAN. Durant cette période douloureuse en Algérie, l’unité comme les autres, participe dans le bled à renforcer et prolonger l’action des brigades de gendarmerie départementale.  Mise à disposition du commandant de secteur, l’unité est employée à la sécurité d’itinéraires, garde de points sensibles, escorte de convois, réserves opérationnelles et assure la responsabilité de quartiers et sous-quartiers. Elle est dotée de véhicules semi-chenillés (half-track) armés de la mitrailleuse de 12,7 mm et d’A.M.M. 8 de conception américaine au célèbre canon de 37 mm et mitrailleuses de 7,62 mm (matériel issu du Plan MARSHALL).  Le 1er juillet 1962 que le référendum algérien consacre l’indépendance de l’Algérie. Dès le 15 juillet 1962, l’escadron 6/10 bis de MASCARA est transféré à TOULOUSE où il prend l’appellation de 5e escadron de la 5e légion de gendarmerie mobile (escadron 5/5). En octobre 1963, il occupe les locaux neufs de la Caserne Courrège. Les origines de l'escadron, lui valent à ce moment-là, l’appellation d’escadron « pieds noirs », terme disparu de nos jours.  Le 1er janvier 1967, la 5e légion de gendarmerie mobile prend l’appellation de 10e légion de gendarmerie mobile. À cette date, le 5e escadron devient escadron 5/10 de gendarmerie mobile.  Le 1er août 1967, l’escadron 5/10 prend l’appellation d’escadron 1/14 de par la création du 14e groupement de gendarmerie mobile, par transformation du 1er groupe d’escadrons à TOULOUSE. À partir de cette date, il est rattaché au Commandement de la Circonscription Régionale Midi-Pyrénées, créée à TOULOUSE.  C’est en 1971 que les fidèles A.M.M.8 et half-track sont reversés à l’E.R.M. de Muret et de belles automitrailleuses Panhard AM.L à canon de 90 mm et à mortier de 60 mm font leur apparition.  Dans le courant de l’année 1977, les A.M.L sont réservés à l’escadron de MIRANDE et notre unité devient mixte V.B.R.G dont elle est équipée.  Le 1er septembre 1991, le 14e groupement de gendarmerie mobile change d’appellation et devient groupement III/2 de gendarmerie mobile. À cette date, le 1er escadron devient escadron 31/2, appellation actuelle. L’unité et le groupement III/2 passent sous les ordres de la 2e légion de gendarmerie mobile créée à Bordeaux.  Le 1er juillet 1995, après avoir reversé les V.B.R.G à l’escadron 31/4 de LIMOGES, l’escadron devient « porté sur véhicules de groupe » et c’est sa situation actuelle.  Le 31 décembre 2015, par décision du SDOE, il est décidé la création d'un 5e peloton au sein de l'unité, aujourd’hui dissous.  Le 01 janvier 2016, l'escadron de gendarmerie mobile 31/2 de Toulouse prend l'appellation « escadron de gendarmerie mobile 31/6 de Toulouse » (arrêté portant modification de l'escadron 31/2 de Toulouse (Haute-Garonne) du 11 mars 2016.  L’escadron a eu plusieurs appellations successives, 10/10, puis 6/10 bis, 5/5, 5/10, 1/14 , 31/2 et actuellement 31/6.  
Les couleurs de l’unité sont le jaune et le bleu.  La devise de l’escadron est ‘’seule la loi est souveraine’’.
  - 
Il a été commandé par les officiers suivants :
  - - Capitaine GUITARD, Jean-Louis, du  1er mars 1957 au 14 mai 1962.
  - - Lieutenant RIBAUD, Robert, du 15 mai 1962 au 14 juillet 1962.
  - - Capitaine AIMARD, Paul, du 24 août 1962 au 16 juin 1963.
  - - Capitaine DESPRES, Jean, du 1er août 1963 au 30 juin 1968.
  - - Capitaine RAVERAT, Pierre, du 1er septembre 1968 au 5 août 1973.
  - - Capitaine RIVOAL, André, du 1er avril 1974 au 04 août 1978.
  - - Capitaine ARDOIN, Jean-Miguel, du 15 août 1978 au 31 août 1983.
  - - Lieutenant HOMPS, Roger, du 1er septembre 1983 au 13 mars 1988.                
  - - Capitaine CARLIER, Georges, du 14 mars 1988 au 31 juillet 1988.
  - - Capitaine PHILIBERT, Jean-Jacques du 1er avril 1988 au 31 juillet 1991.
  - - Capitaine LARBAIN, Didier du 1er août 1991 au 03 juillet 1995.
  - - Capitaine de BONNEVAL, Didier du 1er août 1995 au 31 juillet 1998.
  - - Capitaine MONBELLI-VALLOIRE, du 1er août 1998 au 31 juillet 2001
  - - Capitaine GASPARD, Rudy du 1er août 2001 au 31 juillet 2004.
  - - Capitaine BICHAUD, Eric du 1er août 2004 au 31/07/2008.
  - - Capitaine BARBE, Stéphane du 1er août 2008 au 1er août 2012.              
  - - Capitaine VICENTE, Guillaume du 1er août 2012 au 1er juillet 2016
  - - Lieutenant LECLÈRE, Frédéric cdt par intérim du 01 février au 31 juillet 2016.
  - - Capitaine MULLER, Rémi du 1er août 2016 au 31 juillet 2020.
  - - Capitaine CATHELINEAU Olivier depuis le 1er août 2020
  - 
MORTS EN SERVICE POUR LA FRANCE EN ALGÉRIE
  - - le gendarme MARCACCI Carlo-Félix (décédé le 24/08/1957)  - le gendarme PINOT Jean-louis (décédé le 25/08/1957)

- - EGM 34/6 à Saint-Gaudens (montagne) (était précédemment l'EGM 34/2)
  - L'Escadron 34/2 de SAINT-GAUDENS a été créé le 1er janvier 1962 sous l'appellation d'Escadron 8/5. Avant cette date, un peloton de gardes mobiles était présent à SAINT-GAUDENS, détaché de l'Escadron 5/5 de Garde Républicaine de BAYONNE. Ce peloton était commandé par un Lieutenant. Le dernier étant le Lieutenant GRAILLOT qui assura le commandement de l'Escadron 8/5 de sa création à l'arrivée du Capitaine DALLE le 15 mars 1962.  Dès sa création, l'Escadron a été scindé en deux : un peloton plus le P.H.R. Logés à la caserne PEGOT de SAINT-GAUDENS. Les deux autres pelotons étant logés à MURET. Cette situation dura jusqu'à fin 1983, date de sa réunification dans sa résidence actuelle à SAINT-GAUDENS.  Sous le commandement du Capitaine DALLE du 15 mars 1962 au 1er décembre 1963, l'Escadron a effectué un séjour du 10 juillet 1962 au 13 janvier 1963 à ALGER et ORAN.  Le 05 janvier 1964, le Capitaine PARDINI prend le commandement du 8/5 qui par décret du 08 août 1966 devient l'Escadron 8/10 de Gendarmerie Mobile à compter du 1er janvier 1967 pour devenir le 1er août 1967 l'Escadron 5/14 de la Circonscription Régionale de Gendarmerie de Midi-Pyrénées.  En septembre 1991, il devient le 33/2 commandait par la région Aquitaine, puis en septembre 2016, il prend l’appellation 33/6 sous la direction de Marseille.  
Les couleurs de l’escadron sont le jaune et le vert.
  - L’escadron fut commandé par :  
- Capitaine GASTON – de 1983 à 1984
  - - Capitaine BONNIN – de 1984 à 1987
  - - Capitaine CAUMETTE – de 1987 à 1988
  - - Capitaine COROIR – de 1988 à 1991
  - - Capitaine THEVENET -  de 1991 à 1994
  - - Capitaine ZAPPA - de 1994 à 1998
  - - Capitaine BONNEVILLE – de 1998 à 2002
  - - Capitaine DEMETZ - de 2002 à 2005
  - - Capitaine FOURNET – de 2005 à 2009
  - - Capitaine TRAULLÉ – de 2009 à 2013
  - - Capitaine CHAUSSONNET – de 2013 à 2014
  - - Commandant LANG – de 2014 à 2018
  - - Capitaine COLOMBET – de 2018 à 2021
  - - Capitaine NORMAND (par intérim) – 2021
  - - Capitaine MONÉ - de 2021 à ...
  - 
MORT EN SERVICE POUR LA FRANCE
  - - le gendarme DE LA CASA Jésus, décédé lors de la marche course du diplôme d’arme en 1996.

- Gers (32)
  - EGM 32/6 à Mirande (était précédemment l'EGM 25/2 puis l'EGM 36/2)
  - Créée en 1921, la Gendarmerie Mobile est une force polyvalente dont les missions se déroulent en France métropolitaine, en outre-mer et à l’étranger. Après la grande guerre de 14-18, la municipalité obtient du Ministère de la Guerre le principe de l’installation de deux pelotons de la Garde Républicaine Mobile. Les crédits pour le réaménagement du quartier sont votés et les travaux commencent en 1928.  En 1933, le capitaine CARRAU forme deux pelotons à pied de la garde : le 176e et le 178e. Après la construction des bâtiments A, K et K’ un troisième peloton rejoint les deux premiers en novembre 1938, pour former la 2e compagnie de la 12e légion de la garde républicaine mobile de Toulouse.   En 1939, la compagnie est motorisée avec pour mission de pourvoir la 1re armée en estafette et en agents de liaison mais l’unité n’est pas employée. Le 15 septembre 1940, la 2e compagnie prend appellation de 2e escadron motocycliste de la garde et est doté de motocyclettes side-cars. Après l’occupation de la zone libre, les gendarmes sont plus ou moins dispersés dans les brigades ou rejoignent la résistance.   A la libération, l’escadron est rattaché au 6e Régiment de Cavalerie. Il prend une structure en 3 pelotons de marche et un PHR, commandés par un capitaine. Le régiment de Cavalerie devenant légion de la garde, l’escadron de Mirande devient le 9 février 1945 le 2e escadron de la 6e Légion de la Garde, pour devenir le 1er mai 1946 le 2e escadron de la 5e légion de Toulouse. Cette appellation perdure jusqu’en 1968   En 1951, l’escadron 2/5 de la garde républicaine de Mirande devient un escadron blindé. Le 1er peloton reçoit 5 chars M6, le 2e peloton est porté sur véhicules de groupe et le 3e peloton reçoit trois half-tracks.  En 1956-1954, les chars sont remplacés par des AM Ford M8 6X6. L’escadron prend le nom d’escadron 2/5 de Gendarmerie Mobile. C’est désormais une unité « auto-mitrailleuses ».  En 1967 s’opère une intense restructuration de la Gendarmerie Nationale et on voit apparaître de nouveaux groupements de gendarmerie mobile dont le 14e à Toulouse. Ainsi, le 1er août 1967, l’unité prend appellation d’escadron 3/14 (3e escadron du 14e groupement).  En 1976, l’unité est dotée de matériels AML 60 – 90. Seul le premier peloton reçoit ses matériels (2 AML 90 – 3 AML 60, tandis que les deux autres pelotons deviennent portés sur véhicules de groupe.  Le 1er septembre 1991, l’unité prend appellation d’escadron 25/2, conservant sa spécificité d’unité mixte blindée.  Le 1er août 1997, l’escadron perd sa spécialité blindée, dans l’attente du reversement des matériels AML. C’est une page d’histoire qui se tourne, celle de la « cavalerie » à Mirande. Cette décision ne fait qu’entériner l’abandon dans les faits de l’usage de ces matériels, faute de temps disponible pour l’entretien et l’entraînement des équipages.   Le 1er août 2012, l’escadron 25/2 de Mirande, placé sous les ordres du 2e groupement de gendarmerie mobile de Mont de Marsan est rattaché au groupement III/2 de gendarmerie mobile de Toulouse et prend l’appellation d’escadron 36/2.  Le 15 mars 2016, à la suite d'une nouvelle réorganisation territoriale, le groupement III/2 de gendarmerie mobile de Toulouse est placé sous les ordres de la Région de gendarmerie et de la Zone de Défense Sud et prend l’appellation de groupement III/6.  Depuis cette date l’escadron 36/2 est désormais appelé escadron 32/6 de gendarmerie mobile de Mirande.  
Les couleurs de l’unité sont le jaune et le vert.  La devise de l’escadron est ‘’A la fois vigilant et prêt au combat’’.
  - L’escadron fut commandé par :
  - – Capitaine ROBERT - 1931
  - – Capitaine CARROT –  de 1931 à 1933
  - – Capitaine DANIEL – de 1933 à 1937
  - – Capitaine BAQUIAS – de 1941 à 1945
  - – Lieutenant CLOISEAU – de 1945 à 1946
  - – Lieutenant DUPONT – de 1946 à 1947
  - – Capitaine LAMBERT – de 1947 à 1954
  - – Capitaine  BUFFEREAU – de 1954 à 1957
  - – Lieutenant MILLERET – de 1957 à 1958
  - – Capitaine LOMBARD – de 1958 à 1962
  - – Capitaine GARDEY – de 1962 à 1965
  - – Capitaine DUCOURNEAU – de 1965 à 1968
  - – Capitaine AUBERTIN – de 1969 à 1975
  - – Capitaine LIJEOUR – de 1976 à 1979
  - – Capitaine JACQUES – de 1980 à 1982
  - – Capitaine ROMAIN – de 1982 à 1985
  - – Capitaine BERGOT – de 1986 à 1987
  - – Capitaine PONS – de 1988 à 1991
  - – Capitaine BOULEY – de 1991 à 1995
  - – Capitaine SONGY – de 1995 à 1998
  - – Capitaine CHEVET – de 1999 à 2001
  - – Capitaine GERBER – de 2001 à 2004
  - – Capitaine CABIOCH – de 2004 à 2008
  - – Capitaine RETIVEAU – de 2008 à 2012
  - – Chef d'escadron PAGLIA – de 2012 à 2016
  - – Capitaine DOCHE – de 2016 à 2019
  - – Chef d'escadron CASAGRANDE – de 2019 à...
  - 
DÉPLACEMENTS IMPORTANTS
  - - Tunisie : du 20/03/1954 au 07/09/1954
  - - Maroc : du 16/07/1955 au 01/02/1956
  - - Algérie : du 14/01/1957 au 04/03/1957
  - - Djibouti : du 10/02/1972 au 20/05/1972
  - - Nouvelle-Calédonie : du 12/01/1985 au 25/03/1985
  - - Kosovo-Nouvelle-Calédonie-Wallis : du 22/07/2005 au 06/11/2005
  - - Nouvelle-Calédonie-Guadeloupe : du 21/04/2012 au 30/07/2012
  - - Mayotte : du 03/11/2018 au 04/02/2019 & 02/02/2019 au 20/05/2019
  - 
MORTS EN SERVICE POUR LA FRANCE
  - - le garde ALBALADEJO, du 2e escadron, tué en service commandé le 7 mai 1954 à SBIBA, Tunisie. Une des salles d’instruction de l’unité porte son nom, apposé sur une plaque de marbre.
  - - Gendarme DELORT, de l’escadron 3/14 de gendarmerie mobile, décédé accidentellement en service le 27 février 1975 sur la commune de Saint-Maur (32).
  - - Gendarme BUDKA, de l’escadron 3/14 de gendarmerie mobile, décédé accidentellement le 3 janvier 1991 au cours d’un exercice à Saint-Médard (32). Une des salles d’instruction de l’unité porte son nom, apposé sur une plaque de marbre.
  - - Maréchal-des-Logis Chef MICHAUD, de l’escadron 25/2 de gendarmerie mobile, décédé lors d’une séance de sport, le 20 septembre 1996, dans l’enceinte de l’unité. La salle d’honneur de l’escadron porte son nom.

- Hautes-Pyrénées (65)
  - EGM 35/6 à Tarbes (montagne) (était précédemment l'EGM 35/2)
  - L’escadron 35/2 de gendarmerie mobile a été créé le 19 septembre 1988 avec, d’une part, un gros noyau d’une trentaine de personnels de l’escadron 2/10 de NANTES, dissous, et d’autre part des militaires venus de toute la France.  L’unité est implantée sur le site de la caserne FOIX-LESCUN. Elle résulte en fait de la division d’un quartier occupé par le 35° R.A.P. avant 1988, et partagé en deux pour permettre l’implantation de l’escadron. Le nom de la caserne est commun aux deux unités.  En 1988 il prend pour appellation EGM 6/14, puis EGM 35/2. aujourd’hui il se nomme EGM 35/6 sous le commandement de Marseille.  
Les couleurs de l’unité sont le jaune et le bleu.  La devise de l’escadron est ‘’Je ne suis pas venu pour rien’’.
  - L’escadron fut commandé par :
  - - Capitaine EMORIN – de septembre 1988 à juillet 1992
  - - Capitaine PLAYS – d'août 1992 à juillet 1995
  - - Capitaine PACCAGNINI – d'août 1995 à juillet 1998
  - - Capitaine GRIET – d'août 1998 à juillet 2001
  - - Capitaine MARIE – d'août 2001 à juillet 2004
  - - Capitaine PESSE – d'août 2004 à juillet 2008
  - - Capitaine PRUNIAUX – d'août 2008 à aout 2012
  - - Capitaine DOUIS – de septembre 2012 à juillet 2016
  - - Capitaine JOSSERAND – d'août 2016 à juillet 2019
  - - Capitaine CANDELEDA – d'août 2019 à juillet 2022
  - - Capitaine IZQUIERDO - d'août 2022 à ...

### Dissolution
- EGM 32/2 de Toulouse a été dissous en septembre 2010[2].

### Changement de corps de gestion
- AGIGN Toulouse (rattachement au GIGN en 2021)

## Commandants de groupement du GGM III/6
Le tableau ci-dessous présente les noms de chefs de corps.
- le lieutenant-colonel MAUREL – d’août 1967 à août 1969 
- le lieutenant-colonel BOUHARD – de septembre 1969 à juillet 1972  
- le lieutenant-colonel BRUN -d’août 1972 à juin 1975  
- le chef d’escadron CONTESSE – de juillet 1975 à août 1978  
- le chef d’escadron DURAND – de septembre 1978 à  décembre 1980  
- le chef d’escadron GUISIER – de janvier 1981 à juillet 1984  
- le lieutenant-colonel GUEGANTON – d’août 1984 à juillet 1987 
- le lieutenant-colonel DEPOIRE – d’août 1987 à juillet 1990  
- le lieutenant-colonel FAURE – d’août 1990 à juillet 1993  
- le Lieutenant-colonel AC’H – d’août 1993 à juillet 1997  
- le lieutenant-colonel CAUMETTE – d’août 1997 à juin 2000  
- le lieutenant-colonel COSTE – de juillet 2000 à juillet 2002  
- le lieutenant-colonel VARENNES – d’août 2002 à juillet 2005  
- le lieutenant-colonel ANTÉBLIAN – d’août 2005 À juillet 2009 
- le lieutenant-colonel RAHMANI – d’août 2009 à juillet 2012  
- le lieutenant-colonel MARESCA – d’août 2012 à juillet 2016 
- le colonel LAFFORGUE – d’août 2016 à juillet 2020  
- le colonel GUILBAUD – d’août 2020 à juillet 2023
- le colonel CAMUS - d'août 2023 à ...